# لوئیس فریدمن
لوئیس فریدمن (انگلیسی: Louis Friedman؛ زادهٔ ۷ ژوئیهٔ ۱۹۴۱) یک دانشمند و مهندس هوافضا اهل ایالات متحده آمریکا است.